# Dalibarde rampante
Dalibarda, Dalibarda repens
Genre
Espèce
Synonymes
- Dalibarda cordata
- Dalibarda violaeoides
- Dalibarda violoides
- Rubus dalibarda
- Rubus repens

La Dalibarde rampante (Dalibarda repens) est une espèce de plantes à fleurs de la famille des Rosaceae. C'est la seule espèce classée dans le genre Dalibarda.

## Étymologie
Dalibarda repens fut nommée en l'honneur du naturaliste français Thomas-François Dalibard (1709-1778). Étant la seule représentante de son genre, les botanistes eurent peur qu'elle souffre de solitude et la rapatrièrent dans le genre des ronces (Rubus).

## Description
Dalibarda repens est une plante herbacée qui se reconnaît à ses tiges rampantes et inermes, ses feuilles simples, ovales et orbiculées, ses longs pétioles à poils étalés, ses fleurs pétalifères stériles sur de longs pédicelles et ses fleurs apétales fertiles sur de courts pédicelles, et ses fruits essentiellement secs.

## Habitat
La Dalibarde rampante pousse dans les sols frais et humides comme dans les bois tourbeux ou marécageux, dans les forêts mixtes ou résineuses.

#### Pour l'espèce
- (fr + en) ITIS : Dalibarda repens  L. (consulté le 29 juillet 2022)
- (fr + en) GBIF : Dalibarda repens  L. (consulté le 21 juin 2022)

#### Pour le genre
- (fr + en) ITIS : Dalibarda  L. (consulté le 21 juin 2022)
- (fr + en) GBIF : Dalibarda  L. (consulté le 21 juin 2022)